# そこにいなかった神
『そこにいなかった神』（The God Who Wasn’t There）は、ブライアン・フレミング監督のドキュメンタリー映画。
2005年公開。フランシス・シェーファーの著書『そこに存在する神』（The God Who Is There）のパロディーである。
リチャード・ドーキンス著『神は妄想である』でも取り上げられている。

## 内容
キリスト教の真実性を問い、信仰が善であるかを問う。キリスト教否定としては、キリスト神話説者にインタビューし、イエス・キリストにまつわる物語が、当時の周辺地域に分布していた神話伝説からの借用で成り立っているという主張を紹介する。続いて、現代社会において「借用元」の古代神話を信じる人はいないのに、聖書の内容を信じることが特別扱いされることに不自然さを覚える神話説論者の言葉を収める。
「信仰が善であるか」に関しては、信仰の名のもとに行なわれた犯罪や宗教と政治の結びつきを挙げる。今日において律法に記された同性愛者や背神者の殺害が行なわれないのは、宗教自体が現代化されているからに過ぎないとする。宗教信仰（キリスト教根本主義）を背景とした排他性や思考停止を警告している。

## ザ・ブラスフェミー・チャレンジ
公式サイトにてザ・ブラスフェミー・チャレンジ（The Blasphemy Challenge、冒涜チャレンジ）というキャンペーンが行なわれた。自分が聖霊を冒涜する様子を映像に収め、YouTubeにアップロードすれば本作品のDVDが無料でもらえるという、かなり挑発的な内容である。マルコによる福音書3:29でイエス・キリストは「聖霊をけがす者はだれでも、永遠に赦されず、とこしえの罪に定められます。」（新改訳聖書）と教えているのであり、この聖句の理解からすれば、これは恐ろしい行為となる。